# Mario Golf: Toadstool Tour
Mario Golf: Toadstool Tour è un videogioco sportivo sviluppato da Camelot Software Planning e pubblicato, per la prima volta nel 2003, da Nintendo per GameCube. È il sequel di Mario Golf uscito nel 1999 per Nintendo 64, nonché il quinto gioco della serie Mario Golf. I personaggi giocabili provengono tutti dal franchise di Mario.

## Personaggi
| Personaggio    | Tipo di tiro | Lunghezza del tiro |
| -------------- | ------------ | ------------------ |
| Mario          | Dritto       | 197 m              |
| Luigi          | Smorzato     | 188 m              |
| Peach          | Dritto       | 183 m              |
| Daisy          | Curvo        | 195 m              |
| Yoshi          | Dritto       | 190 m              |
| Bowser         | Smorzato     | 201 m              |
| Wario          | Smorzato     | 191 m              |
| Waluigi        | Curvo        | 190 m              |
| Donkey Kong    | Curvo        | 191 m              |
| Diddy Kong     | Dritto       | -                  |
| Koopa Troopa   | Smorzato     | -                  |
| Strutzi        | Curvo        | -                  |
| Bowser Jr.     | Dritto       | 192 m              |
| Boo            | Curvo        | 191 m              |
| Mario Ombra    | Curvo        | 195 m              |
| Pipino Piranha | Smorzato     | 199 m              |

## Trama
Vedendo una gigantesca coppa d'argento, Mario e Luigi decidono di partecipare con Peach e Daisy ad un torneo di golf per vincerla;tuttavia 
Wario e Waluigi si ingelosiscono della concorrenza dei rivali tentando di superarli facendo la stessa cosa con Yoshi, Koopa Troopa, Donkey Kong e Diddy Kong, ma con esiti negativi. Alla fine i due finiscono per fare un occhio nero a Bowser lanciandogli la palla in lontananza, così questi li insegue inferocito per punirli buttandogli delle bob-ombe a raffica, mentre Mario è arrivato all'ultima buca. Subito dopo Bowser cerca di annientare Wario e Waluigi nel proprio castello e, quando questi riescono a varcarne le porte, Mario tira la palla su di loro facendogli un occhio nero e facendo cadere una bob-omba di Bowser. Nell'ultima scena, vedendo il castello esplodere, Mario rimane in dubbio su cosa sia accaduto osservando le facce di Wario, Waluigi e Bowser arrabbiate.

## Sviluppo e pubblicazione
Toadstool Tour è stato sviluppato da Camelot Software Planning, lo stesso team responsabile del gioco precedente, Mario Golf. Durante un'intervista con due sviluppatori di Camelot, Hiroyuki e Shugo Takahashi, è stato rivelato che il gioco era stato sviluppato contemporaneamente al titolo per GameCube Mario Power Tennis. Secondo i due fratelli, le idee e la tecnologia utilizzate per lo sviluppo di Toadstool Tour sono state utilizzate anche per Power Tennis.  La musica è stata composta da Motoi Sakuraba, che in precedenza aveva composto la colonna sonora di Mario Golf. Il gioco è stato mostrato alla convention E3 del 2003, dove era possibile provarlo. Toadstool Tour è entrato a far parte dell'etichetta Player's Choice nel 2004, che offriva a prezzo ridotto giochi che avevano venduto più di un milione di copie.

## Accoglienza
| Testata                   | Giudizio |
| ------------------------- | -------- |
| Metacritic (media al)     | 81/100   |
| BBC Sport                 | 85%      |
| Edge                      | 6/10     |
| Electronic Gaming Monthly | 7,83/10  |
| Eurogamer                 | 7/10     |
| Game Informer             | 8/10     |
| Game Revolution           | B        |
| GamePro                   | 4,5/5    |
| GameSpot                  | 8,3/10   |
| GameSpy                   | 3/5      |
| GameZone                  | 9/10     |
| IGN                       | 8/10     |
| Nintendo Life             | 8/10     |
| Nintendo Power            | 4,2/5    |
| The Cincinnati Enquirer   | 4/5      |

Toadstool Tour ha ricevuto una reazione positiva dalla critica, anche se è stato criticato per essere troppo simile al suo predecessore.  Tom Bramwell di Eurogamer ha dichiarato che "Mario Golf non è cresciuto molto dai suoi tempi sull'N64", nonostante abbia apprezzato il design del campo e il "senso del divertimento". Sia GameSpot che IGN hanno elogiato i corsi del gioco, sebbene le fasi successive siano state preferite ai corsi iniziali più basilari. Electronic Gaming Monthly ha elogiato la fisica del gioco evidenziata dall'uso del vento, del tempo e delle condizioni della superficie. Il gioco è stato spesso paragonato ai giochi Tiger Woods PGA Tour, che è stato citato quando Eurogamer ha notato l'assenza di eventi e la progressione nella modalità giocatore singolo del gioco. Questo punto è stato condiviso da Jennifer Tsao di EGM, che ha affermato di desiderare "una modalità per giocatore singolo più avvincente" che offrisse un "professionista di golf che mi allena in base ai miei swing".

### Vendite
GameSpot ha definito Toadstool Tour il miglior gioco per GameCube del luglio 2003.
A luglio 2006, Toadstool Tour aveva venduto 830 000 copie e guadagnato 26 milioni di dollari negli Stati Uniti. Next Generation lo ha classificato come il 72° gioco più venduto per PlayStation 2, Xbox o GameCube tra gennaio 2000 e luglio 2006 in quel Paese. Le vendite combinate dei giochi sportivi di Mario pubblicati negli anni 2000 hanno raggiunto 2,5 milioni di unità negli Stati Uniti entro luglio 2006. Toadstool Tour aveva venduto 1,03 milioni di unità in Nord America al 27 dicembre 2007..